# ゼロスポーツ
株式会社ゼロスポーツとは、岐阜県各務原市に本社がある日本の自動車関連企業である。主にスバル車向けのチューニングパーツを製造販売している他、チューニングショップの「ゼロマックス」を運営している。
2011年に再建される以前の旧法人は電気自動車の開発でも知られていたが、旧法人の破産後、電気自動車事業以外の全事業は2011年5月26日に各務原市の鋳造原料販売業・株式会社マツバラ興業が完全子会社として、旧法人と同じ土地に同名の「株式会社ゼロスポーツ」を設立して事業を継承、同年6月1日より営業を再開した。
2014年4月にゴルフカートを扱っていたエコカート事業から撤退。
2017年6月、主要株主がマツバラ興業から株式会社ワールドウイングに変更。

## 旧法人
電気自動車の開発、製造、販売、及びゴルフカートのリニューアルを行う環境事業部、小売事業部、スバル（富士重工業）車種をメインとした総合パーツメーカーとしてのパーツ事業部の体制で運営していた。
自動車部品のオリジナルブランドを展開し製品総数582品目、内180品目はスバル用品品番を取得。東京オートサロンのブランド別人気ランキングで、5年連続上位を獲得している。
1998年より電気自動車事業を運営。VCU（Vehicle Control Unit、車両制御装置）も開発しており、大手自動車メーカーのコンセプト電気自動車の開発受託を行ってきた。
2000年に既存のフォーミュラカーを改造して製作した電気自動車「ゼロEVフォーミュラ」が276.6km/hの速度を記録（未公認）。
2003年に電気ミニカーの「ゼロEVエレクシードRS」で国土交通省から型式認定を取得し、日本で17番目の自動車メーカーとなった。
2009年、郵便事業会社との間で電気自動車化した郵便集配車両を納入する契約を締結。同年7月にスバル・サンバーを種車にした車両を2台納入し、その後8台を全国主要都市に導入、翌2010年8月には1,030台の大型案件を受注した。
しかしサンバーの生産が終了するため、改造元車両をダイハツ・ハイゼットに変更することとなり、これに伴うトラブルで契約が解除された。郵便側の主張では車両変更を認めていなかったとしているが、ゼロスポーツ側の主張では納入期限の3日前に合意を反故にされたとしている。
契約解除に伴い7億円の違約金が発生した事で、2011年3月にゼロスポーツは破産申請を発表した。

### 沿革
- 1994年（平成06年）09月 - 株式会社ゼロスポーツ（初代）を設立。
- 1995年（平成07年）
  - 02月 - 名古屋パフォーマンスカーショーに初出品。
  - 12月 - 筑波N1ラウンドシリーズで優勝2回・2位2回。
- 1996年（平成8年）
  - 01月 - 東京オートサロンに初出展。
  - 12月 - 岐阜、北九州、熊本、京都、中央のスバルディーラーとパーツ販売に関する業務提携。
- 1997年（平成09年）11月 - 全国にワンダーテクニカルショップ26拠点配置。
- 1999年（平成11年）02月 - 大阪、福岡、北海道、三重のスバルディーラーとパーツ販売に関する業務提携。
- 2000年（平成12年）
  - 03月 -  全国総代理店28社。全国スバルディーラー9社。全国ワンダーテクニカルショップ28社になる。
  - 05月 - 本社を岐阜県各務原市に移転。
  - 12月 - 宮城のスバルディーラーとパーツ販売に関する業務提携。
- 2001年（平成13年）
  - 01月 - ゼロスポーツ用品がスバル用品品番を取得。
  - 04月 - 全国にゼロスポーツサポートショップ62拠点を配置。
  - 11月 - 岡山、松本、広島、鹿児島、新潟のスバルディーラーとパーツ販売に関する業務提携。
- 2002年（平成14年）09月 - 山口、千葉、四国、長野、神奈川、兵庫、香川、長崎、山陰、佐賀、埼玉のスバルディーラーとパーツ販売に関する業務提携。
- 2003年（平成15年）
  - 01月 - 「東京国際カスタムカーコンテスト」においてフォレスターCZSがSUV部門優秀賞を受賞。
  - 08月 - 徳島、福島、北陸、北海道、青森のスバルディーラーとのパーツ販売に関する業務提携。
- 2004年（平成16年）
  - 01月 - 東京オートサロン「東京国際カスタムカーコンテスト」においてレガシィB4CZSがセダン部門優秀賞受賞。
  - 12月 - 本社ショールームがリニューアルオープン。
- 2005年（平成17年）12月 - 筑波スーパーバトルにて、ZERO/SPORTS IMPREZA BTZ601Eが2Lインプレッサ最速タイム57秒285を記録。群馬県太田市にゼロスポーツ関東ショールームをオープン。
- 2006年（平成18年）
  - 05月 - 北米・南米の範囲において、EDOPerformanceとパーツ販売に関する業務提携。
  - 11月 - 米ラスベガスで開催される世界最大のパフォーマンスカーショー「SEMA SHOW 2006」に出展。クールアクションIIが「Product Award」を受賞。
- 2007年（平成19年）06月 - ゼロスポーツ関東ショールームオープン
- 2008年（平成20年）01月 - アジアの主要8カ国（シンガポール、マレーシア、インドネシア、中国南部、香港、台湾、タイ、フィリピン）の範囲においてMotor Image社とパーツ販売に関する業務提携。東京オートサロン2008withNAPACにおいて富士重工業との10年連続グループ出展となる。
- 2009年（平成21年）
  - 01月 - 東京カスタムカーコンテスト2009において「ZERO/SPORTS IMPREZA CZS Type-ZERO」が「コンセプトカー部門」優秀賞受賞。
  - 12月 - 関東ショールームを閉店。
- 2010年（平成22年）08月 - 郵便事業会社との間で、電気自動車に改造した集配用軽貨物自動車1030台を約34億7200万円で販売する契約を締結。
- 2011年（平成23年）
  - 01月 - 郵便事業会社から契約を解除され、違約金約7億円を請求される。
  - 03月01日 - 全社員を解雇し、営業を停止。自己破産の準備に入る。負債額は約11億8000万円[4]。
  - 03月04日 - 岐阜地方裁判所にて法的整理を開始。
  - 04月25日 - 渦潮電機（現・BEMAC）に電気自動車事業を譲渡[6]。後に渦潮電機の子会社としてトリトンEVテクノロジー株式会社が設立され、同社にて電気自動車事業を継続。
  - 05月 - 電気自動車事業を除く全ての事業を、6月1日より新会社（社名は継続）で営業開始することを発表[7]。

#### 電気自動車関連

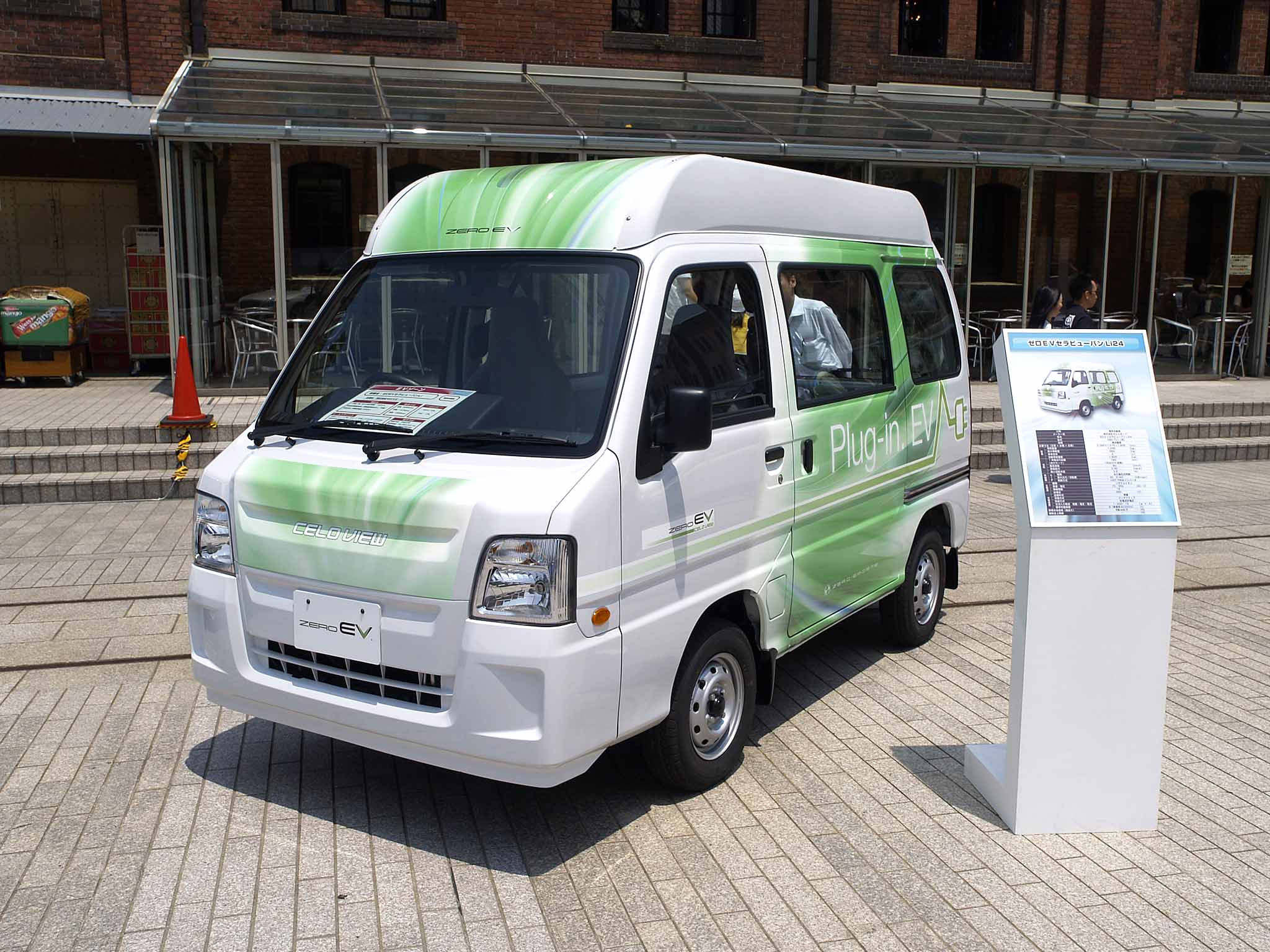
ゼロEVセラビュー

- 1998年（平成10年）12月 - 電気自動車プロジェクト立ち上げ。
- 2000年（平成12年）
  - 01月 - 東京オートサロンにてゼロEVフォーミュラが「審査員特別賞」を受賞。
  - 12月 - 富士スピードウェイにて電気自動車「ZERO EV フォーミュラ」が276.6km/hを達成し、日本の電気自動車最高速度を記録（未公認）。
- 2001年（平成13年）
  - 04月 - 実用電気自動車「ゼロEVセラビュー」を発売。
  - 05月 - ゼロEVセラビューに関してベンチャー企業開拓支援事業の認定を受ける。
  - 12月 - クリーンエネルギー自動車等導入促進事業補助金対象車にゼロEVセラビューが選ばれる。
- 2002年（平成14年）05月 - ゼロEVセラビューが日刊自動車新聞車用品大賞2002環境安全賞を受賞。
- 2003年（平成15年）
  - 01月 - 東京オートサロン「東京国際カスタムカーコンテスト」においてゼロEVエレクシードRSがコンパクトカー部門優秀賞受賞。
  - 09月 - 小型電気自動車「ゼロEVエレクシードRS」を発表。日本17番目の自動車製造メーカーになる。
- 2004年（平成16年）
  - 02月 - ゴルフカートのリニューアル事業をスタート。
  - 04月 - 大塚家具と病院向け電動福祉車両「コミュニケーションカート」を開発し、思索導入開始。
  - 06月 - 発電用電動機を搭載したシリーズ式ハイブリッド軽トラックを発表。
  - 10月 - 大塚家具と共同で電動多目的カート「マルチユーティリティーカート」を発表。
- 2005年（平成17年）
  - 02月 - 愛知万博にて、石井竜也デザインのパレードカー「オーミー」を発表。
  - 03月 - NHK「おかあさんといっしょ」のスタジアムイベントにエレクシードRSが採用。
  - 04月 - 名古屋市長選のキャンペーンカーとしてエレクシードRSが活躍。
  - 06月 - リチウムイオン電池搭載のエレクシードRSを発表。
- 2006年（平成18年）
  - 05月 - 第74回PGA日本プロゴルフ選手権でエコカートが採用。
  - 06月 - 日本自動車研究所（JARI）主催の電気自動車モデルゾーン実験（長野県上田市）にエレクシードRSにて参加。
  - 10月 - 世界初のクラス最小燃料電池システム2系統搭載車両を開発・発表。
- 2007年（平成19年）
  - 04月 - 各務原市桜まつりのパレードを5年連続でエレクシードRSが先導。
  - 07月 - 電動車両普及センターが主催する電気自動車モデルゾーン実験（新潟県佐渡市）にエレクシードRSにて参加。名古屋モーターショーに電気自動車を出展。
- 2008年（平成20年）
  - 04月 - 全日本空輸と共同でお客様用電気自動車を発表。
  - 07月 - 日本テレビ「第28回全国高等学校クイズ選手権」にてマルチユーティリティカートがサポート。電動車両普及センターが主催の電気自動車モデルゾーン実験（山梨県北杜市）にエレクシードRSにて参加。
- 2011年（平成23年）04月 - 電気自動車事業を渦潮電機に事業譲渡。